# Je bent het licht van m'n ogen
Je bent het licht van m’n ogen is een hoorspel van Guy Compton. Blind Man's Bluff werd op 6 februari 1963 door de BBC uitgezonden. Piet van Aken zorgde voor de vertaling en de TROS zond het hoorspel uit op woensdag 15 november 1972, van 22:40 uur tot 23:30 uur (met herhalingen op woensdag 9 juli 1975 en zaterdag 23 augustus 1980). De regisseur was Harry Bronk.

## Rolbezetting
- Guus Hermus (John Huinson)
- Bep Dekker (Rose Huinson)
- Jan Apon (Eddie Pearson)
- Bert Dijkstra (Harry Barton)
- Tonny Foletta (Bob Gittins)
- Willy Ruys (Drew)
- Peter Aryans (inspecteur Huxtable)

## Inhoud
“Het is een feit dat een blinde niet zoveel ontgaat als men soms denkt,” zegt John Huinson. “Ik ben nu zowat vijf jaar blind en ik heb intussen geleerd me uitstekend te behelpen.” John  is bij een ongeluk blind geworden. Sinds die tijd steunt hij voor een groot deel op zijn bedrijfsleider Eddie Pearson. Blinden zijn vaak achterdochtig en daar ontkomt ook John niet aan. Op de een of andere manier gelooft hij dat Eddie hem oplicht. Er ontstaat een woordenwisseling: John werpt Eddie zijn beschuldigingen voor de voeten. De ruzie wordt bijgelegd: John  gelooft dat hij zich vergist heeft. Wanneer hij die avond de kamer van zijn vrouw binnengaat, ruikt hij een merkwaardige lucht: kruitdamp. “Je moest al lang weten dat er dingen zijn die je zelfs voor een blinde niet kunt verbergen, Rosie,” zegt John. “En angst is een van de dingen. Je bent bang, zo bang als wat.” Wanneer uitkomt wat er is gebeurd, wordt Rosie ten slotte slachtoffer van haar eigen misdaad, maar ook John ontkomt niet aan het noodlot ...